# هاري إلي
هاري إلي (بالإنجليزية: Harry Ely)‏ هو لاعب كرة قاعدة أمريكي، ولد في 13 أغسطس 1868، وتوفي في 11 مايو 1925.

## وصلات خارجية
- هاري إلي على موقعبيزبول رفرنس.كوم (الدوري الرئيسي) (الإنجليزية)
- هاري إلي على موقعبيزبول رفرنس.كوم (الدوري الثانوي) (الإنجليزية)